# Château de Montivert (Le Vieil-Baugé)
Le château de Montivert est un château situé sur la commune de Baugé-en-Anjou, en France.

## Localisation
Le château se trouve sur le territoire de l'ancienne commune du Vieil-Baugé, à environ 4,2 km au Sud-Ouest du bourg de Baugé

## Historique
L'édifice est inscrit au titre des monuments historiques en 1994.